# John Roper, Baron Roper
John Francis Hodgess Roper, Baron Roper (* 10. September 1935; † 29. Januar 2016) war ein britischer Politiker.

## Werdegang
Roper studierte am Magdalen College der  Universität Oxford und an der University of Chicago Philosophie, Politik und Wirtschaft.
Roper begann seine Karriere als Lecturer für Wirtschaftswissenschaften an der University of Manchester. Er ging in die Politik und wurde für den Wahlkreis Farnworth in das britische Unterhaus gewählt. Er war von 1970 bis 1981 gemeinsamer Abgeordneter der Labour Party und der Co-operative Party und von 1981 bis 1983 für die Social Democratic Party im Parlament. Er war während dieser Zeit auch Whip seiner Partei. Nach einer Änderung des Wahlkreiszuschnitts kandidierte er 1983 erfolglos im Wahlkreis Worsley.
2000 wurde er als Baron Roper, of Thorney Island in the City of Westminster, zum Life Peer ernannt. Er war bis 2005 Whip der Liberal Democrats im House of Lords. Anschließend wurde er Mitglied des Kronrats. 2008 wurde er zum stellvertretenden Chairman of Committees gewählt.
Von dem Historiker Anthony Glees wurde Roper beschuldigt, während seiner Tätigkeit am Chatham House ein Agent des  Ministeriums für Staatssicherheit gewesen zu sein. Lord Roper wies die Vorwürfe umgehend zurück. Er sagte, er habe in Ostdeutschland in den 1980er-Jahren im Rahmen der Tauwetterpolitik des Außenministeriums Brücken gebaut, und erklärte, er sei über die Hintergründe eines verdeckten Stasi-Offiziers in die Irre geführt worden, den er angestellt hatte, als er Direktor des Chatham House war.
Am 23. Mai 2015 trat Roper gemäß den Regelungen des „House of Lords Reform Act 2014“ freiwillig in den Ruhestand und schied aus dem House of Lords aus.